# Município de Tryon (condado de Polk, Carolina do Norte)
Localização da Carolina do Norte nos E.U.A.
O município de Tryon (em inglês: Tryon Township) é um localização localizado no  condado de Polk no estado estadounidense da Carolina do Norte. No ano 2010 tinha uma população de 3.747 habitantes.

## Geografia
O município de Tryon encontra-se localizado nas coordenadas 35° 13′ 06,41″ N, 82° 14′ 56,41″ O.